# X 디스플레이 매니저

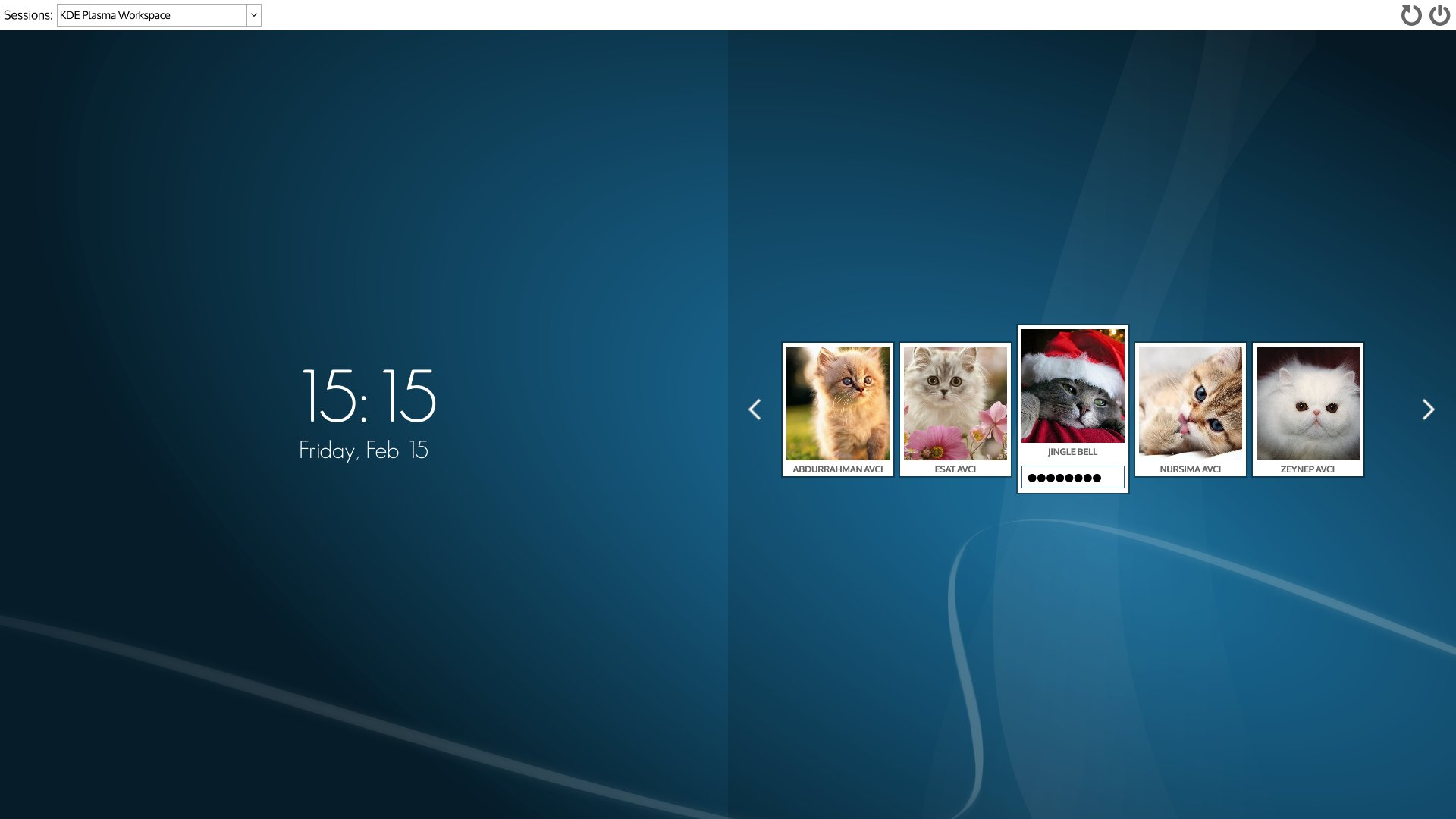
SDDM 디스플레이 매니저에 의해 표시되는 로그인 화면.

X 윈도 시스템에서 X 디스플레이 매니저(X display manager)는 그래피컬한 로그인 관리자로서, 동일 또는 다른 컴퓨터로부터 X 서버에서 로그인을 시작한다.
디스플레이 매니저는 사용자에게 로그인 화면을 보여준다. 사용자가 유효한 사용자 이름과 비밀번호 결합을 성공적으로 입력할 때 세션이 시작된다.
디스플레이 매니저가 사용자의 컴퓨터에서 실행될 때 사용자에게 로그인 화면을 표출하기 전 X 서버를 시작하며 사용자가 로그아웃할 때 이 과정은 선택적으로 반복된다.